# José María Escriche Otal
José María Escriche Otal (Osca, 14 de setembre de 1950 - 29 de març de 2008) va ser un polític i cineasta aragonès.
Ha treballat com a tècnic de cultura de la Diputació provincial d'Osca. El 1973 amb un grup d'amics va fundar la Penya Recreativa Zoiti, amb un cineclub que convocaria el primer Certamen Internacional de Films Curts Ciutat d'Osca, anomenat des de 1987 Festival Internacional de Cinema d'Osca. El 1975 va refundar l'agrupació local d'Osca de la Unió General de Treballadors (UGT) i el 1977 formaria part de l'executiu local del PSOE.
A les eleccions municipals espanyoles de 1983 fou escollit regidor de l'ajuntament d'Osca pel PSOE, càrrec que va ocupar fins 1996. Durant aquests anys va ser tinent alcalde, coordinador d'àrees com a Educació, Cultura, Esports, Festes, Parcs i Jardins des d'on va impulsar les Festes de Sant Lorenzo, va fundar el Patronat Municipal d'Esports o el Cercle D'Osca. Com a assessor tècnic de Cultural de la Diputació Provincial d'Osca, càrrec des del qual va donar suport a la creació del Festival Pirineos Sur, que s'ha convertit en un dels referents de les diferents músiques del món.
L'any 2007 se li va detectar un càncer d'ossos, que va provocar la seva mort el 29 de març del 2008. El mateix any se li va concedir el Premi Ciutat d'Osca Carlos Saura.